# Холокост в Хойникском районе
Холокост в Хо́йникском районе — систематическое преследование и уничтожение евреев на территории Хойникского района Гомельской области оккупационными властями нацистской Германии и коллаборационистами в 1941—1944 годах во время Второй мировой войны, в рамках политики «Окончательного решения еврейского вопроса» — составная часть Холокоста в Белоруссии и Катастрофы европейского еврейства.

## Геноцид евреев в районе
Хойникский район был полностью оккупирован немецкими войсками в августе 1941 года, и оккупация продлилась более двух лет — до ноября 1943 года. Нацисты включили Хойникский район в состав территории, административно отнесённой в состав генерального округа «Житомир» рейхскомиссариата Украина.
Для осуществления политики геноцида и проведения карательных операций сразу вслед за войсками в район прибыли карательные подразделения войск СС, айнзатцгруппы, зондеркоманды, тайная полевая полиция (ГФП), полиция безопасности и СД, жандармерия и гестапо.
Во всех крупных деревнях района были созданы районные (волостные) управы и полицейские гарнизоны из коллаборационистов.
Одновременно с оккупацией нацисты и их приспешники начали поголовное уничтожение евреев. «Акции» (таким эвфемизмом гитлеровцы называли организованные ими массовые убийства) повторялись множество раз во многих местах. В тех населенных пунктах, где евреев убили не сразу, их содержали в условиях гетто вплоть до полного уничтожения, используя на тяжелых и грязных принудительных работах, от чего многие узники умерли от непосильных нагрузок в условиях постоянного голода и отсутствия медицинской помощи.
За время оккупации практически все евреи Хойникского района были убиты, а немногие спасшиеся в большинстве воевали впоследствии в партизанских отрядах.

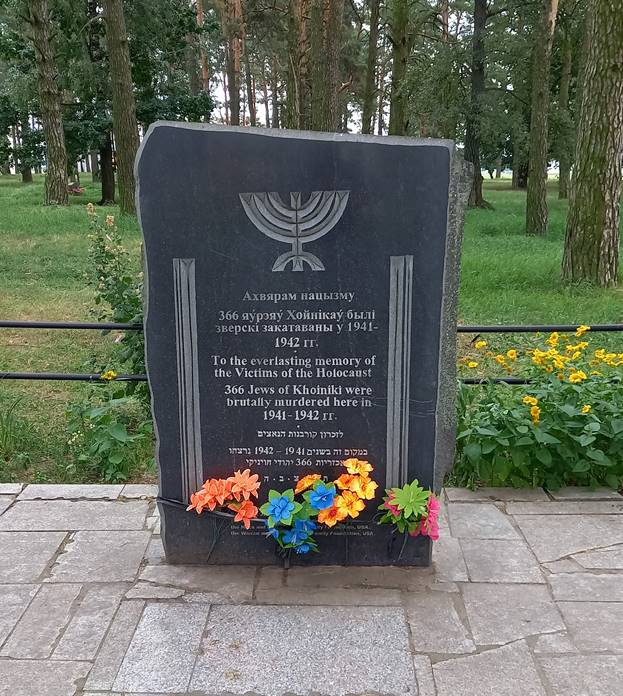
Памятник убитым евреям Хойников

Евреев в районе убивали в Хойниках, деревнях Аровичи, Глинище, Бабчин, Борисовщина, Заболотье, Калинино (Волоцкий сельсовет), Кожушки, Ленина, Новосёлки, Погонное, Стреличево, Тульговичи, Чемков и других местах.

## Гетто
Реализуя нацистскую программу уничтожения евреев, немцы создавали гетто почти во всех городах и населённых пунктах Беларуси, где проживало еврейское население. Так и в Хойникском районе оккупанты организовали одно гетто — в Хойниках.
- В гетто в Хойниках (сентябрь-октябрь 1941) нацистами и их сообщниками были замучены и убиты не менее 200 евреев.

## Память
Опубликованы неполные списки жертв геноцида евреев в Хойникском районе.
Памятник 366 евреям, убитым в Хойниках в течение 1941—1942 годов, установлен в Хойниках в 2007 году на старом еврейском кладбище.